# Municipio de Jefferson (condado de Preble)
El municipio de Jefferson (en inglés: Jefferson Township) es un municipio ubicado en el condado de Preble en el estado estadounidense de Ohio. En el año 2010 tenía una población de 3309 habitantes y una densidad poblacional de 36,27 personas por km².

## Geografía
El municipio de Jefferson se encuentra ubicado en las coordenadas 39°52′15″N 84°46′6″O / 39.87083, -84.76833. Según la Oficina del Censo de los Estados Unidos, el municipio tiene una superficie total de 91.22 km², de la cual 90.77 km² corresponden a tierra firme y (0.5%) 0.45 km² es agua.

## Demografía
Según el censo de 2010, había 3309 personas residiendo en el municipio de Jefferson. La densidad de población era de 36,27 hab./km². De los 3309 habitantes, el municipio de Jefferson estaba compuesto por el 97.58% blancos, el 0.54% eran afroamericanos, el 0.39% eran amerindios, el 0.36% eran asiáticos, el 0.03% eran isleños del Pacífico, el 0.21% eran de otras razas y el 0.88% pertenecían a dos o más razas. Del total de la población el 0.51% eran hispanos o latinos de cualquier raza.